# 钱德伟
钱德伟（1964年6月—2017年3月19日），男，汉族，云南富源人，中华人民共和国政治人物。云南大学历史系档案专业毕业。

## 生平
1982年9月，在云南大学历史系档案专业学习。1986年1月加入中国共产党。1986年8月参加工作，在曲靖地区富源县档案馆工作。1988年5月，任中共马龙县旧县镇党委副书记。1990年2月，任中共曲靖地委组织部研究室副主任。1995年2月，任中共曲靖地委组织部研究室主任。1996年7月，任中共曲靖地委副秘书长。1997年12月，任中共陆良县委副书记。2000年3月，任中共师宗县委副书记、县长。2002年12月，任中共师宗县委书记。2004年11月，任中共楚雄州委常委、组织部部长。2009年5月，任中共普洱市委副书记。2013年，当选第十二届全国人民代表大会云南地区代表。2013年3月，任中共普洱市委副书记、代理市长、市长。2015年6月，任云南省发展和改革委员会副主任。
2017年3月19日去世。